# الميندرال
بلدية الميندرال (بالإسبانية: Almendral)‏, هي إحدى بلديات مقاطعة بطليوس, التي تقع في منطقة إكستريمادورا, والتي تقع في غرب إسبانيا.
يبلغ عدد سكانها 1.404 نسمة وفقاً لإحصائية سنة (2002).

## أعلام
- فرناندو سيلفا غارسيا